# Eduard Schott von Schottenstein
Eduard Bernhard Ludwig Johann Freiherr Schott von Schottenstein (* 20. Februar 1822 in Ulm; † 3. April 1897 in Reutlingen) war ein deutscher Verwaltungsbeamter.

## Herkunft
Seine Eltern waren der Regierungsdirektor Karl Schott von Schottenstein und dessen erste Ehefrau Adelheid, geborene Brand von Lindau (1796–1830) aus dem Hause Wiesenburg-Schnmerwitz. Er hatte noch zwei Brüder.

## Leben
Eduard Schott von Schottenstein studierte an der Eberhard Karls Universität Tübingen. 1842 wurde er Mitglied des Corps Suevia Tübingen. 1849 bestand er die Zweite Höhere Dienstprüfung. 1850 wurde er Aktuar beim Oberamt Kirchheim und war auch  zeitweise für die Stadtdirektion Stuttgart tätig. 1853 wechselte er als Kollegialhilfsarbeiter zur Regierung des Neckarkreises nach Ludwigsburg. 1855 wurde er zum Assessor befördert. 1856 wurde er Oberamtsverweser und 1856 Oberamtmann des Oberamts Böblingen und erhielt den Titel Regierungsrat. Von 1864 bis 1870 war er Hofmarschall der Königinmutter Pauline von Württemberg. 1870 wurde er Regierungsrat und 1885 Oberregierungsrat bei der Regierung des Schwarzwaldkreises in Reutlingen. 1888 wurde er pensioniert.
Ab 1862 war Schott Aktionär der Zuckerfabrik Böblingen.

## Familie
Er heiratete am 15. Februar 1851 Franziska de Paula Wilhelmine Guionneau des Marets (1826–1900), eine Schwester des Karl August von Guionneau. Aus der Ehe ging der Sohn Eugen (1852–1897) hervor, der sich 1894 mit Anna Luckwald (1858–1912) verheiratete. Die Ehe wurde bereits im Folgejahr geschieden.

## Auszeichnungen
- Ritterkreuz des Ordens der Württembergischen Krone[3], 1865
- Kommentur 2. Klasse des Friedrichs-Ordens, 1885
- Olga-Orden, 1891